# Gillebert de Berneville
Gillebert (Guillebert) de Berneville (actif entre 1250 et 70) est un trouvère. Sa poésie, selon Theodore Karp, était « fort appréciée en son temps, quoique superficielle et dépourvue d'originalité. Il était surtout prisé pour sa facilité, son charme et sa maîtrise formelle ». Fresco a recensé 35 lais de Gillebert, dont cinq ne sont connus que par un seul manuscrit, d'autres étant présents parfois jusque dans sept sources.
Gillebert faisait partie du cercle de poètes d'Arras, dont son village natal de Berneville était voisin, et il a été en contact avec les hommes les plus éminents de l'Artois. Il est l'auteur de jeux partis, composés avec Henri III de Brabant et Thomas Herier. Il a aussi participé à des joutes poétiques dans les cours de Charles d'Anjou, Raoul de Soissons, du châtelain de Beaumetz Hue d'Arras et peut-être de Béatrice, la sœur d'Henri de Brabant et veuve de Guillaume de Dampierre. Gillebert a dédié ses Chansons à Charles d'Anjou, Huitace de Fontaines, Béatrice d'Audenarde et Colart le Boutellier. Sa chanson « Je n'ëusse jà chanté » a été couronnée par le Puy d'Arras. Roussiaus le Taillier a fait son éloge dans Arras est escole de tous biens entendre.
Karen Fresco date ses poèmes du troisième quart du XIIIe siècle, car Gillebert apparaît dans le « Nécrologue des jongleurs et bourgeois d'Arras » comme bénéficiaire d'une messe à la Pentecôte 1270 ; il n'était donc pas encore mort lors de la messe funèbre précédente (entre le 2 février et le 1er juin 1270). 

## Voir également
- Restitution du jeu parti opposant Gillebert à Henri de Brabant.